# Massimiliano Palinuro

Wappen von Massimiliano Palinuro

Massimiliano Palinuro (* 10. Juni 1974 in Ariano Irpino, Provinz Avellino) ist ein italienischer römisch-katholischer Geistlicher und Apostolischer Vikar von Istanbul sowie Apostolischer Administrator des Apostolischen Exarchats Istanbul.

## Leben
Massimiliano Palinuro studierte ab 1993 Philosophie und Katholische Theologie am Priesterseminar Card. Alessio Ascalesi in Neapel. 1998 weihte ihn der Bischof von Palestrina, Eduardo Davino, zum Diakon. Anschließend setzte er seine Studien am Päpstlichen Bibelinstitut in Rom fort, wo er ein Lizenziat im Fach Biblische Exegese erwarb. Am 24. April 1999 empfing Palinuro in der Kathedrale von Ariano Irpino durch den Bischof von Ariano Irpino-Lacedonia, Gennaro Pascarella, das Sakrament der Priesterweihe.
Palinuro war zunächst als Pfarrvikar am Heiligtum Nostra Signora di Fatima in Ariano Irpino tätig, bevor er 2000 Pfarrer der Pfarrei Santissima Annunziata in San Nicola Baronia wurde. 2004 wurde Massimiliano Palinuro an der Päpstlichen Theologischen Fakultät von Süditalien in Neapel im Fach Biblische Theologie promoviert. Danach lehrte er Neutestamentliche Bibelwissenschaft und Altgriechische Philologie an der Päpstlichen Theologischen Fakultät von Süditalien in Neapel. 2012 wurde Massimiliano Palinuro als Fidei-Donum-Priester in die Türkei entsandt, wo er zuerst im Erzbistum Izmir wirkte und später als Pfarrer in Trabzon im Apostolischen Vikariat Anatolien.
Am 14. September 2021 ernannte ihn Papst Franziskus zum Apostolischen Vikar von Istanbul und zum Apostolischen Administrator des Apostolischen Exarchats Istanbul. Der Präfekt der Kongregation für die orientalischen Kirchen, Leonardo Kardinal Sandri, spendete ihm am 7. Dezember desselben Jahres in der Kathedrale von Ariano Irpino die Bischofsweihe; Mitkonsekratoren waren der Bischof von Ariano Irpino-Lacedonia, Sergio Melillo, und der Apostolische Vikar von Anatolien, Paolo Bizzeti SJ. Die Amtseinführung erfolgte am 18. Dezember 2021.

## Schriften
- Tu chi sei? Le autorivelazioni di Cristo nel Vangelo di Giovanni. Città nuova, Rom 2010, ISBN 978-88-311-7375-9.